# Énergie d'hydratation
En chimie, l'énergie d'hydratation (également appelée enthalpie d'hydratation) est la quantité d'énergie émise lorsqu'une mole d'ions subit une solvatation dans l’eau. L'énergie d'hydratation est une composante de l'analyse quantitative de la solvatation. La valeur des énergies d’hydratation constitue l’un des aspects les plus difficiles de la prédiction structurelle. Lors de la dissolution d'un sel dans l'eau, les cations et les anions développent une interaction avec les dipôles positifs et négatifs de l'eau. L’énergie d’hydratation témoigne de ces interactions.

## Exemples
Si l'énergie d'hydratation est supérieure à l'énergie du réseau, alors l'enthalpie de solution est négative (de la chaleur est libérée), sinon elle est positive (de la chaleur est absorbée).
L'énergie d'hydratation ne doit pas être confondue avec l'énergie de solvatation, qui est la variation de l'énergie libre de Gibbs (et non de l'enthalpie) lorsque le soluté à l'état gazeux est dissous. Si l'énergie de solvatation est positive, le processus de solvatation est endergonique; sinon, il est exergonique.
Par exemple, l’eau se réchauffe lorsqu’elle est traitée avec du CaCl2 (chlorure de calcium anhydre) en raison de la grande chaleur d’hydratation. Toutefois, l'hexahydrate, CaCl2·6H2O, refroidit l'eau lors de sa dissolution. Cette dernière est causée par le fait que l'énergie d'hydratation ne surmonte pas complètement l'énergie du réseau et que le reste doit être pris à l'eau afin de compenser la différence d'énergie.
Les énergies d'hydratation des gaz Li+, Na+ et Cs+ sont respectivement de 520, 405 et 265 kJ/mol.